# Anton Pointner

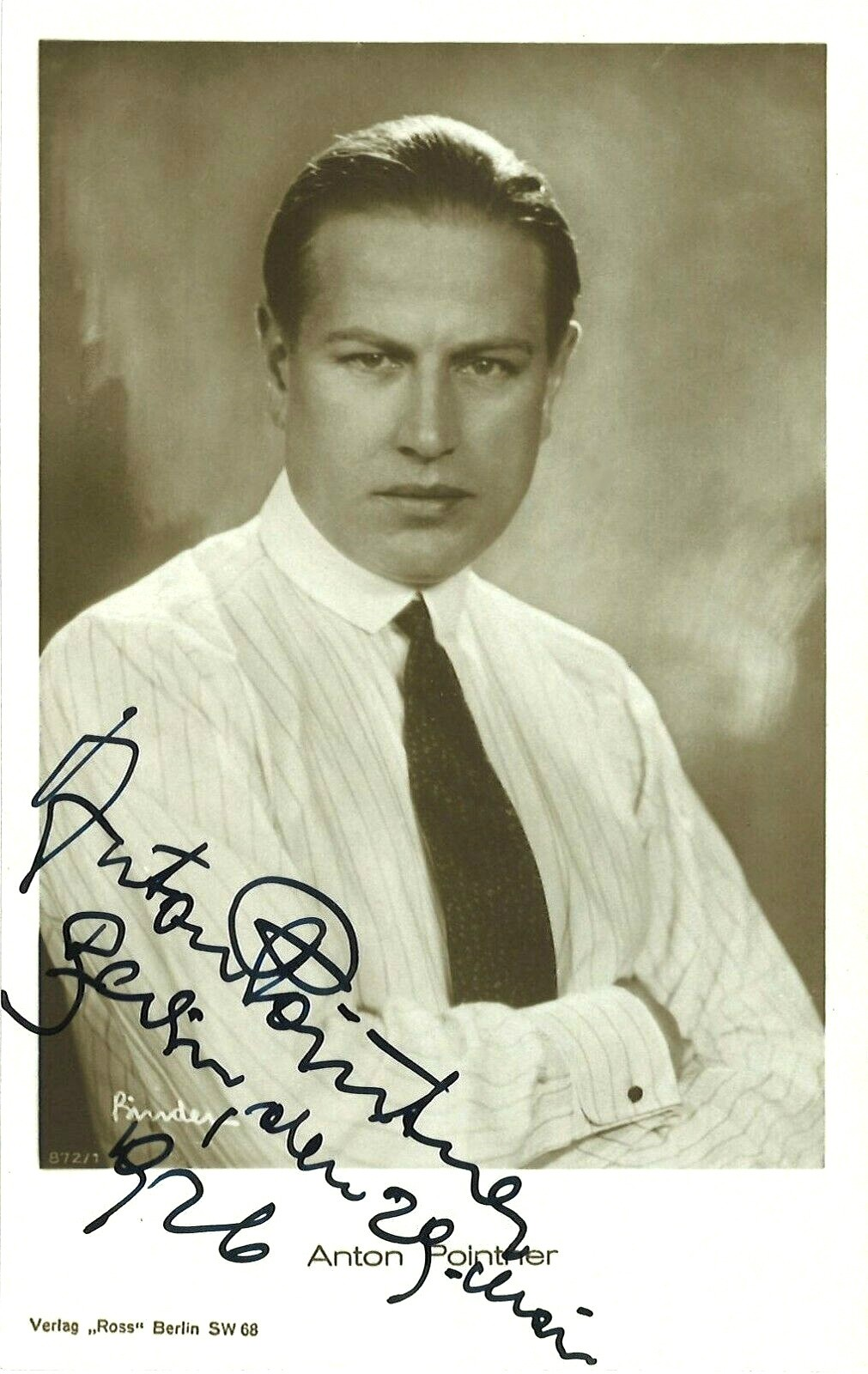
Anton Pointner.

Anton Pointner, född 8 december 1890 i Salzburg, Österrike-Ungern, död 8 september 1949 i Hintersee, Västtyskland, var en österrikisk skådespelare. Pointner medverkade från 1911 och fram till sin död i runt 180, mestadels tyska och österrikiska filmer.

## Filmografi, urval
- 1927 – Skojare i frack
- 1931 – Varför ler du Mona Lisa?
- 1931 – Kärlekskommando
- 1932 – Dag ut och natt in
- 1932 – Damernas egen diplomat
- 1932 – En sång, en kyss, en flicka
- 1932 – Två unga hjärtan
- 1932 – Lidelsernas stormar
- 1933 – Säsong i Kairo
- 1934 – Han gick kökstrappan
- 1935 – Löjtnantshjärta
- 1937 – Fridericus
- 1938 – 5 miljoner söka en arvinge
- 1938 – I hemligt uppdrag
- 1942 – Anuschka
- 1948 – Maresi